# Jefe Nof

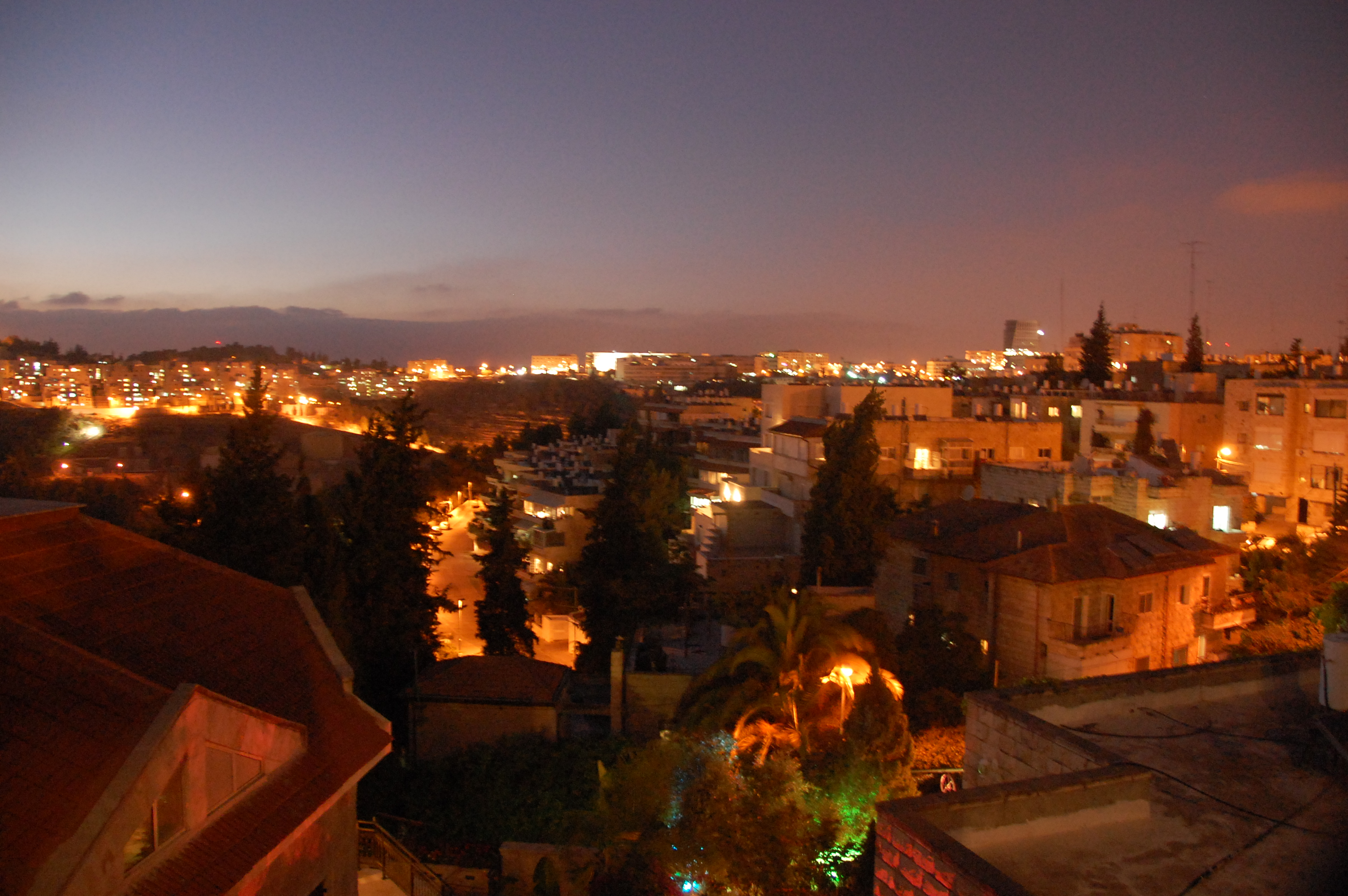
Celkový pohled na Jefe Nof

Jefe Nof (hebrejsky: יפה נוף, doslova Krásný výhled) je městská čtvrť v západní části Jeruzaléma v Izraeli.

## Geografie
Leží v nadmořské výšce necelých 800 metrů, cca 4,5 kilometru západně od Starého Města. Je podčástí širšího urbanistického celku čtvrtě Bejt ha-Kerem. Na východě s ní sousedí obytné soubory Šikun Har'el a vlastní Bejt ha-Kerem, na jihu se rozkládá areál Nemocnice Ša'arej Cedek. Na severu terén prudce klesá do údolí vádí Nachal Revida. Na západě stojí Herzlova hora a za ní areál Jad Vašem připomínající holokaust. Dál k západu začíná komplex Jeruzalémského lesa. Čtvrtí prochází lokální silnice číslo 386, která vede k jihozápadu, do venkovských oblastí Jeruzalémského koridoru. Populace čtvrti je židovská.

## Dějiny
Byla založena roku 1929. Obyvatelstvo je převážně sekulární. Mezi slavné zdejší obyvatele patřil izraelský premiér Menachem Begin. Zástavbu tvoří dvoupatrové bytové domy s byty o velikosti 3-5 pokojů a několik přízemních chat.
Jméno odkazuje na biblický alternativní název pro Jeruzalém, který uvádí například Kniha Žalmů 48,3:„Krásně se vypíná k potěše celé země Sijónská hora, ten nejzazší Sever, sídlo velkého Krále“